# Virgen de la Cerca (Andosilla)
Nuestra Señora de la Cerca o Virgen de la Cerca es una de las advocaciones marianas de la Iglesia católica y patrona de la villa navarra de Andosilla. La imagen se venera, bajo un templete, en la moderna basílica del mismo nombre, situada en la plaza de los Fueros. Este edificio fue construido en 1996 gracias a la generosidad de dos familias del pueblo: la Del Val, que donaron el terreno, y la formada por Emilio Ábrego Osés y Josefina Lacunza Guerendiáin, que sufragaron los gastos de su construcción. Hasta la edificación del actual templo, la talla se encontraba situada en una pequeña ermita a las afueras del pueblo y, tras su derribo, en la iglesia de San Julián y Santa Basilisa. Su festividad se celebra el 8 de septiembre.

## Historia
Es posible pensar que en el siglo VIII, comenzada la dominación musulmana, ya existiera una imagen de la Virgen. Así lo atestiguaba un trozo de pergamino del siglo XVI, hoy desaparecido, que custodiaba Domingo Moreno, mayordomo de la iglesia de Andosilla en aquella época, y que decía que un tal José María Antrín ocultó en el siglo VIII, entre grandes peñascos, la figura. La Virgen estuvo escondida debajo de los pies de los sarracenos por espacio, cuando menos, de cinco siglos. Expulsados los musulmanes de la villa, se construyó una ermita en el mismo lugar donde apareció. Cierto o no lo que decía ese documento, en la actualidad esa talla no existe.

## La imagen actual
La actual figura, de autor desconocido, es una escultura románica de finales del siglo XIII o principios del siglo XIV. De madera policromada en rojo, azul y amarillo, mide 93 centímetros de altura y representa a la Virgen sentada sobre un escabel con corona de madera y sosteniendo al Niño Jesús bendiciendo sobre sus rodillas. 

## La imagen antes de su restauración
El mal estado de la imagen requirió en 1944 la necesidad urgente de restaurarla. Así pues, el párroco de entonces, Agapito Solbet Martínez, con el apoyo de todo el pueblo, trasladó la talla a Madrid, donde José García Cernuda, restaurador del Museo Arqueológico Nacional, llevó a efecto tal operación.
Hasta ese momento, la Virgen se hallaba totalmente repintada. Por otra parte, su estado de conservación no era bueno, pues le faltaban varias piezas, por lo carcomido de la madera, como consecuencia del tiempo y las humedades, tales como dedos, trozos del escabel donde descansa y la corona primitiva que, sin duda, le fue quitada para poderle encajar otra de metal, lo mismo que fue mutilado parte del rostro con el fin de colocarle un rostrillo, también metálico.
La primera labor realizada consistió en levantar cuidadosamente todas las capas de tosca pintura añadidas hasta dejar al descubierto la suya primitiva. En esta labor se vio que el rostro tenía tres capas sucesivas, las cuales, una vez limpias, dejaron ver muy deteriorada la encarnación original, así como que esta imagen tenía colocados unos ojos de cristal que, por no tener carácter alguno de antigüedad y desdecir de la obra, fueron tapados.
El vestido de la Virgen y el del Niño tenían dos capas de pintura sobrepuestas a la primitiva, siendo la más reciente de fondo blanco con deficientes rayas rojas que trataban de simular adornos. Una vez limpias todas estas partes dejaron ver que el fondo era rojo cardenal, sobre el que resaltaban rombos de plata, recuadrados con adornos blancos, y rosetas estrelladas en amarillo dentro de dichos rombos. Cinco de estos rombos había en el pecho de la Virgen, tres en el vestido del Niño y dos en cada manga de la Virgen. El vestido se vio que terminaba en el cuello por una franja dorada y decorada con perfiles negros.
El manto de la Virgen, como el del Niño, fueron pintados de rojo y luego dorados al mordiente con oro falso, mientras que el color primitivo que se descubrió, al limpiar, era verde oscuro con recuadros dorados orlados con unos adornos de tonos claros y sobre los dorados iban en blanco unos rosetones estrellados. El manto de la Virgen tenía trece de estos recuadros y dos el del Niño. En los bordes del manto llevaba una sencilla greca en blanco. 
Sobre la cabeza llevaba la Virgen un manto azul oscuro con adornos blancos figurando gotas y dos filetes blancos. La parte baja o falda de la imagen estaba pintada en verde, mientras que la primitiva pintura descubierta era roja con una pequeña greca en amarillo, figurando pequeñas hojas en forma de gotas. Esta parte era precisamente aquella en que la pintura primitiva estaba mejor conservada bajo las dos capas de pintura moderna que la recubrían. 
El escabel donde se encuentra sentada la Virgen era, en lo moderno, rojo con filetes negros y amarillentos y le faltaba casi totalmente la parte del lado izquierdo, y algunos trozos del lado derecho. Al limpiar lo que restaba se vio que la tosca decoración que le cubría no tenía semejanza alguna con la antigua y auténtica, pues en esta el fondo era amarillento y estaba cuajado de finos adornos blancos repartidos en cuatro secciones. La peana tenía un tosco suplemento de madera, que fue suprimido y descubrió su color primero que era una ingenua imitación a mármol verde.
La Virgen tiene sostenida en la mano derecha una manzana dorada y con la izquierda sustenta sobre sus rodillas al Niño, el cual tiene la derecha levantada en actitud de bendecir, a la que le faltaban tres dedos, mientras que con la izquierda tiene un libro abierto apoyado en las rodillas. Esta libro estaba pintado en blanco con unas rayas rojas que trataban de simular letras.
Realizado todo esto, restaba acometer la labor de restauración, apoyada exclusivamente sobre los datos que en la limpieza se habían ido poniendo en claro, con objeto de reintegrar la imagen a su estado primitivo y dejarla, por otra parte, consolidada en forma que pudiera resistir el paso del tiempo. Para acometer este trabajo con toda garantía de acierto se hicieron unas ampliaciones a gran tamaño de las fotografías que se le hicieron y, sobre ellas, se fueron reconstruyendo todos los temas descubiertos, hasta poder hacer unas acuarelas, en que se ensayasen los tonos antiguos, y sobre las que pudiera hacerse un primer ensayo de reconstrucción sin tocar para nada al original. 
Una vez se hizo esto, podía ya acometerse el remate de la labor con enteras garantías de acierto. Lo primero de todo, se completaron los trozos de talla que faltaban, se saneó la madera para evitar su apolillamiento, y se hizo una corona de madera nueva e independiente que sustituyera a la primitiva, pero que pudiera ponerse y quitarse a voluntad.
En la terminación de la labor de la restauración rigió un doble criterio: de una parte el respeto absoluto a lo descubierto, para conservar en todo su carácter, el estilo y la forma de la imagen primitiva sin mengua de su aspecto arqueológico: de otra parte el deseo de que, por tratarse de una imagen de gran devoción y que ha de tener el culto que de siempre ha venido recibiendo, la estatua quedase apta para él y en condiciones de permanencia y conservación definitivas. 

## Antigua ermita de la Virgen de la Cerca
Estuvo situada al final de la desaparecida calle de la Virgen y dominada desde lo alto por el desaparecido torreón. Se desconoce la fecha de su construcción, pero en el siglo XVI ya existía. En 1673, la ermita se encontraba derruida y se procedió a su reconstrucción. En los primeros meses de 1713, los vecinos del pueblo solicitaron al vicario general para poner en subasta la obra y el traslado del templo por su lamentable estado. Medio siglo después, en 1768, se decidió que las reliquias existentes en la iglesia parroquial fueran trasladas a la ermita. En 1951, fue reparada en profundidad por el entonces párroco de la villa, Agapito Solbet Martínez, ya que la humedad minaba sus muros. Fue sustituida la piedra y el canto rodado por ladrillo. La superficie que ocupaba el templo eran alrededor de 300 metros cuadrados. Su planta era de una sola nave sin bóveda de crucería y tenía sacristía, retablo y coro sin órgano. Siempre tuvo ermitaño. Hacia 1809, fallecía Bernardo Cuende, que había desempeñado este cargo. En 1975, fue derribada como consecuencia de la amenaza de la peña y sus desprendimientos. En la actualidad, y gracias a una iniciativa de Manuel García Cárcar, la Junta de Vallalengua de Andosilla, a la cual pertenecía, adecentó la zona, se plantaron árboles y se construyó un memorial que incluye un altar, una hornacina y una placa conmemorativa. 

## Algunos milagros obrados por la Virgen de la Cerca
En 1886, el párroco de Andosilla, Rufino Oyón, entregaba a una imprenta de Tafalla (Navarra) una novena de la Virgen de la Cerca. En su introducción, el cura hablaba de la antigüedad de la ermita y de los tesoros que allí se contenían, así como de los milagros obrados por la Virgen andolense a gente del pueblo. Algunos de estos prodigios son:

La niña Josefa Ordóñez, hija de Miguel y Antonia Terés, de nueve años de edad, estando jugando con unas amigas en las orillas del río Ega se metió a refrescarse y empezó a llevársela la corriente. Josefa invocó a la Virgen de la Cerca y acto seguido quedó inmóvil. Su historia quedó plasmada en un cuadro del siglo XVII que se colgó en la ermita.

En 1772, la niña Lorenza Romana Laparra y Amatriaín, hallándose gravemente enferma, la encomendaron sus padres a la Virgen de la Cerca, y consiguió una completa y repentina curación. Su historia quedó pintada en un cuadro del siglo XVIII que se colgó en la ermita.

En 1848, fray Aniceto Ibáñez estando en casa de sus padres tuvo la desgracia de quedarse casi sin movimiento a causa de una úlcera que le salió en una pierna, y de la que, al parecer, ya se había curado; pero a los once meses que llevaba de novicio en Monteagudo (Navarra) se le renovó con tal exasperación y dolores tan intensos, que ya desesperaba de su curación. Acudió a la Virgen de la Cerca y habiendo quedado dormido, despertó a la mañana siguiente totalmente curado. El mismo se quitó el vendaje y encontró la llega cicatrizada.

En julio de 1855, Gabriela González, esposa de José Cárcar, enferma del cólera morbo y habiéndosela administrado los Santos Sacramentos se encomendó a la Virgen de la Cerca y sanó de la enfermedad, pero quedando inmóvil de todos sus miembros. A los quince días pidió unas muletas y acompañada de su hermana Ángela y de algunas amigas se dirigió a la ermita y cual sería el fervor con que le pediría y se encomendaría a la Virgen, cuando de repente dice a las que le acompañaban: dejadme; corre con las muletas: sube las seis gradas que hay para llegar al presbiterio: cuelga las muletas en el altar y con admiración de todos los presentes vuelve a casa por sus propios pies.

## Etimología de la palabra «Cerca»
La palabra «Cerca» tiene el significado de vallado, tapia o muro que se pone alrededor de algún sitio, heredad, ciudad, casa o plaza para su resguardo o división.

## Nombre «María de la Cerca»
Este nombre es casi exclusivo de Andosilla. Se llaman así una de cada 25000 mujeres. Su diminutivo es Maricer.

## Galería

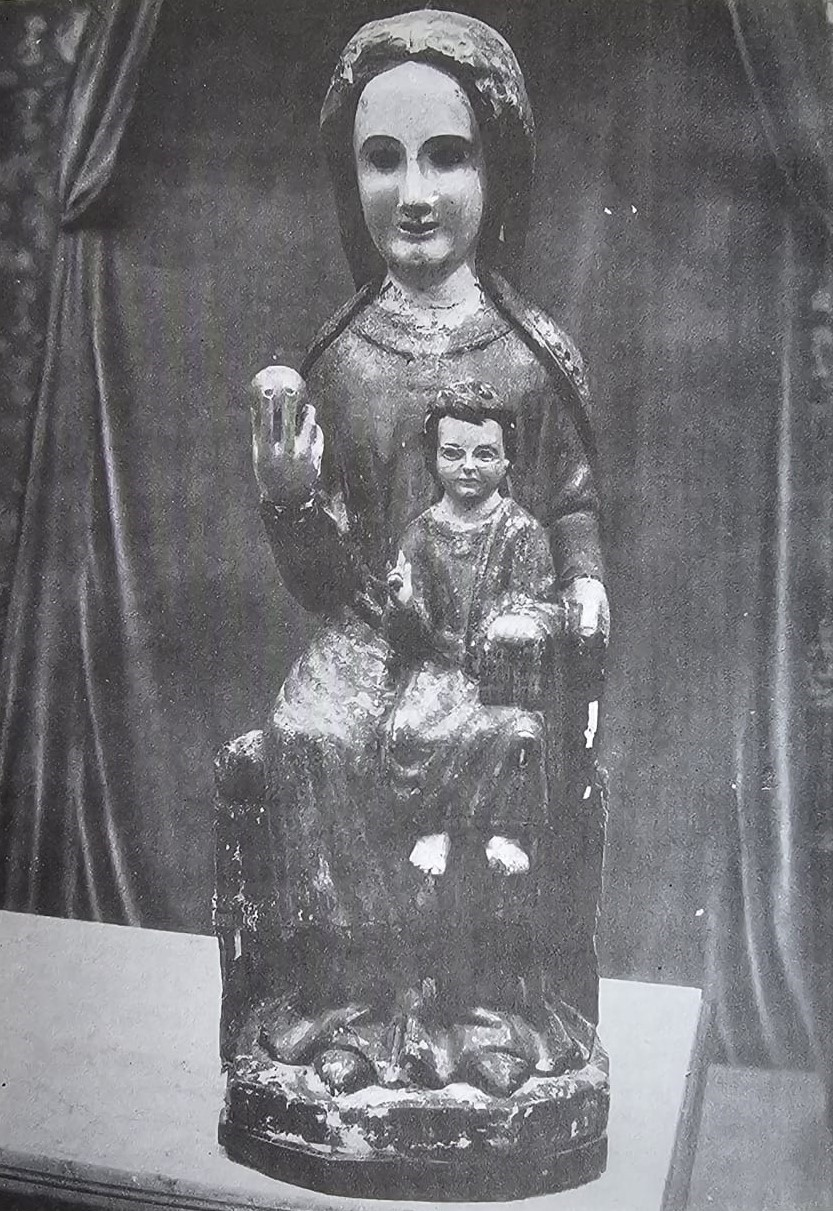
La imagen antes de la restauración de 1944
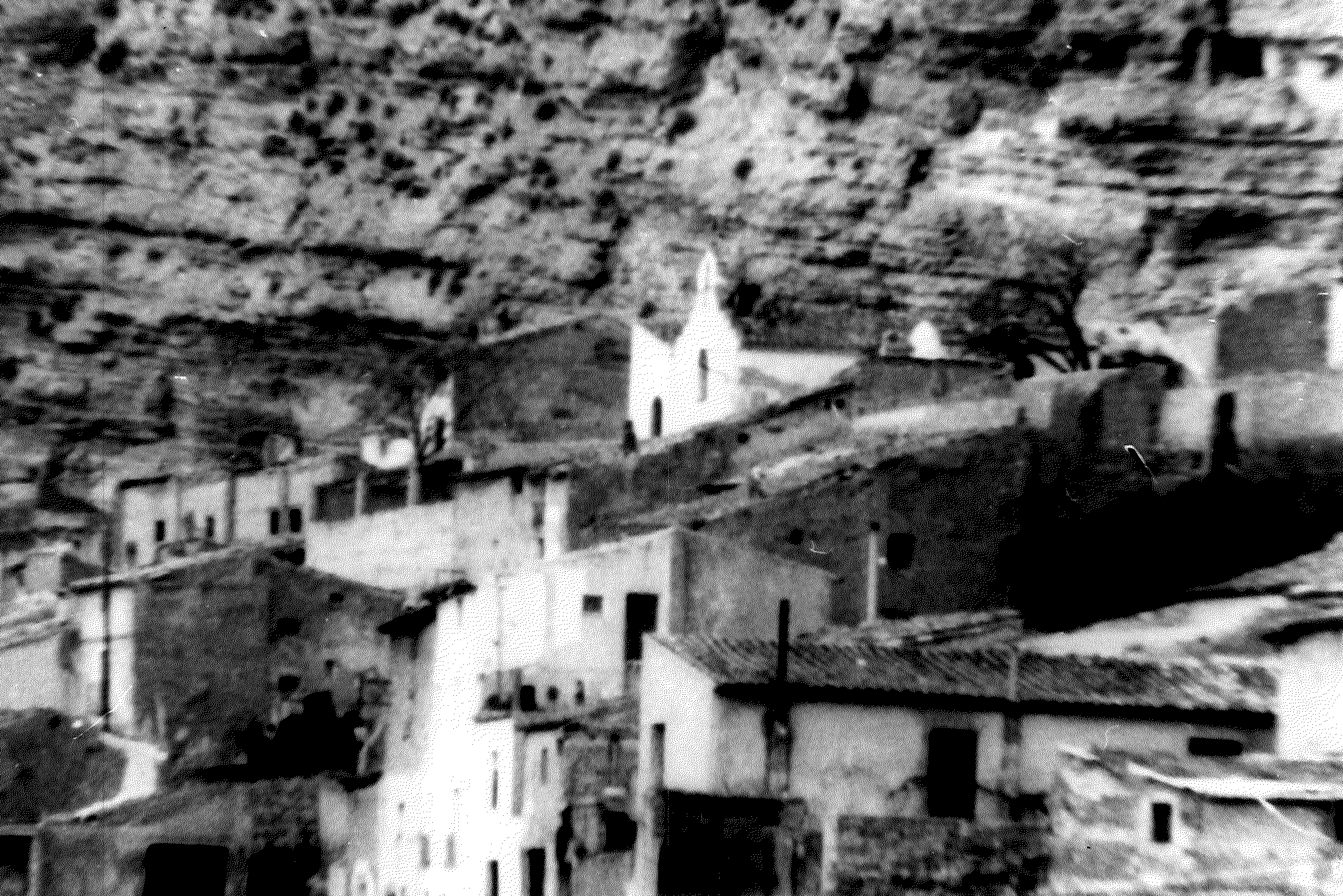
Vista general de la antigua ermita
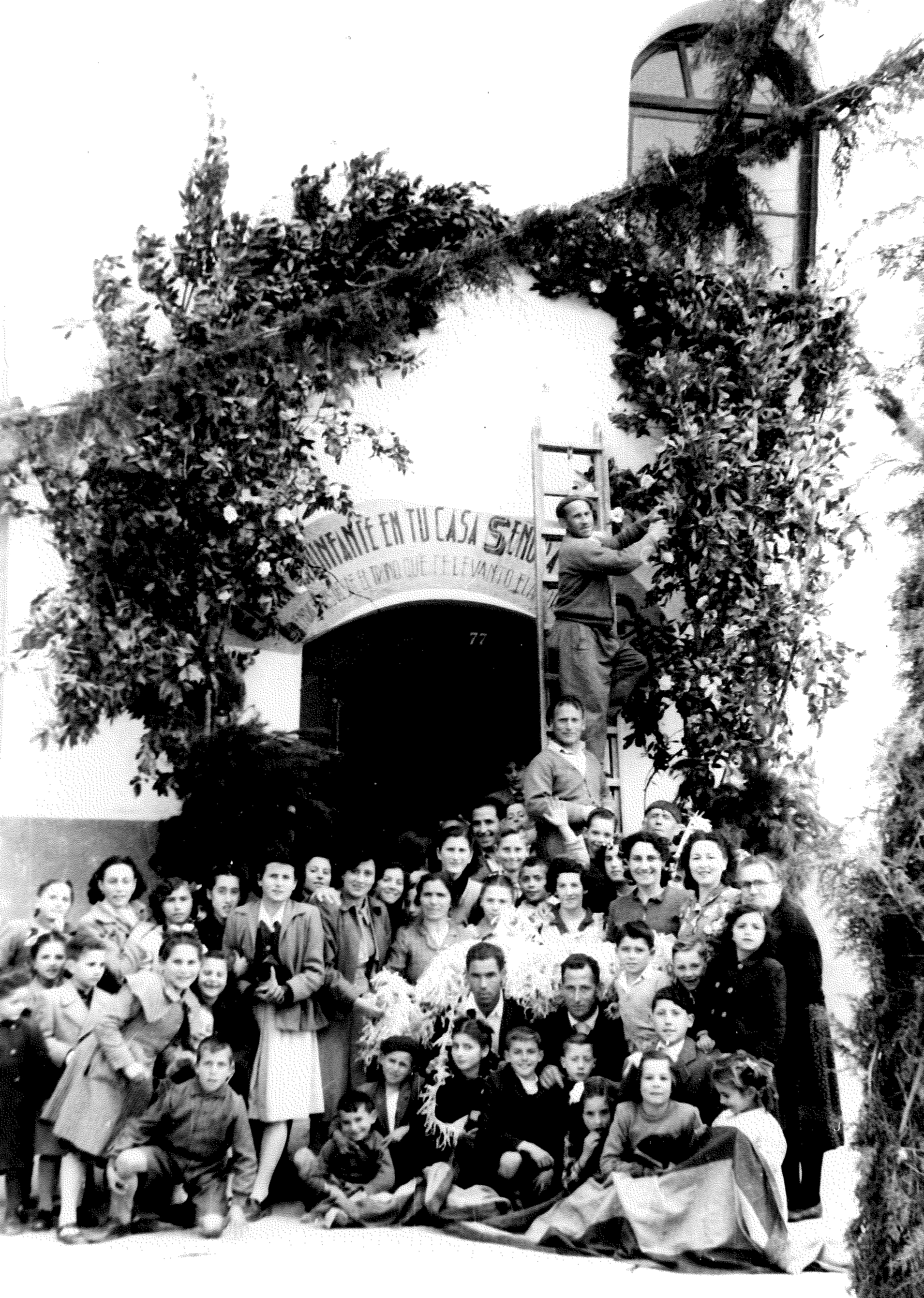
Puerta de entrada a la antigua ermita
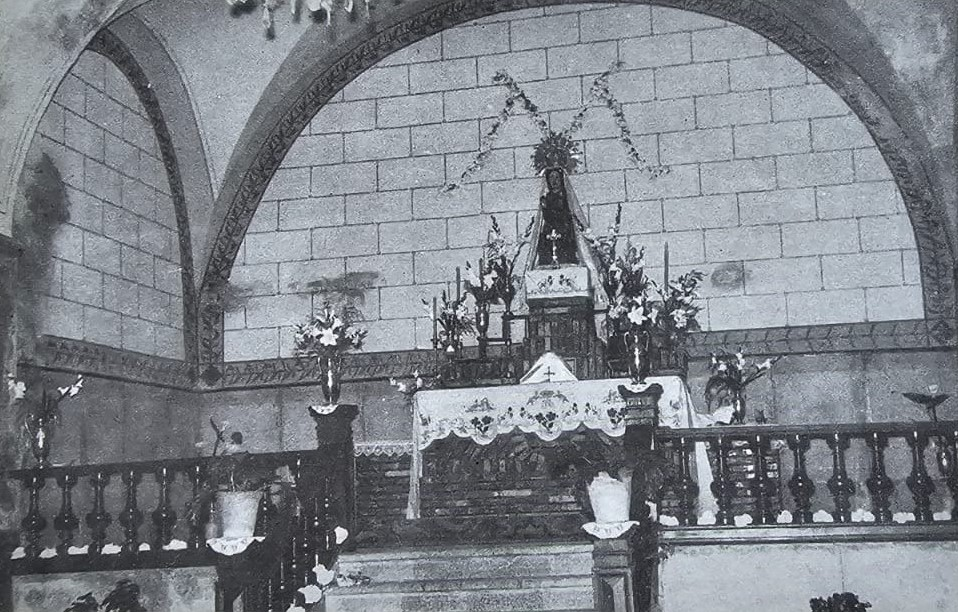
Interior de la antigua ermita
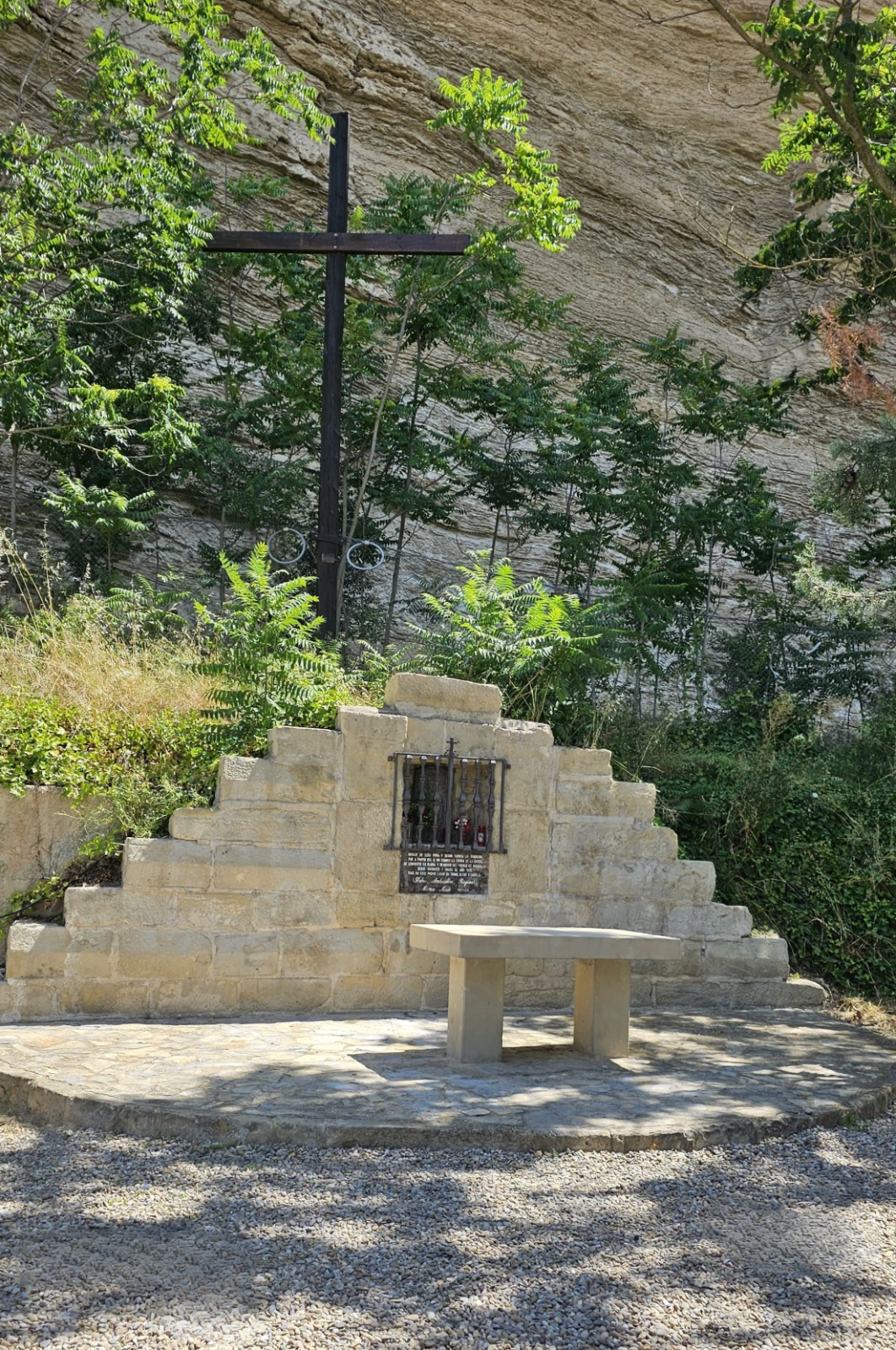
Memorial en la antigua ermita
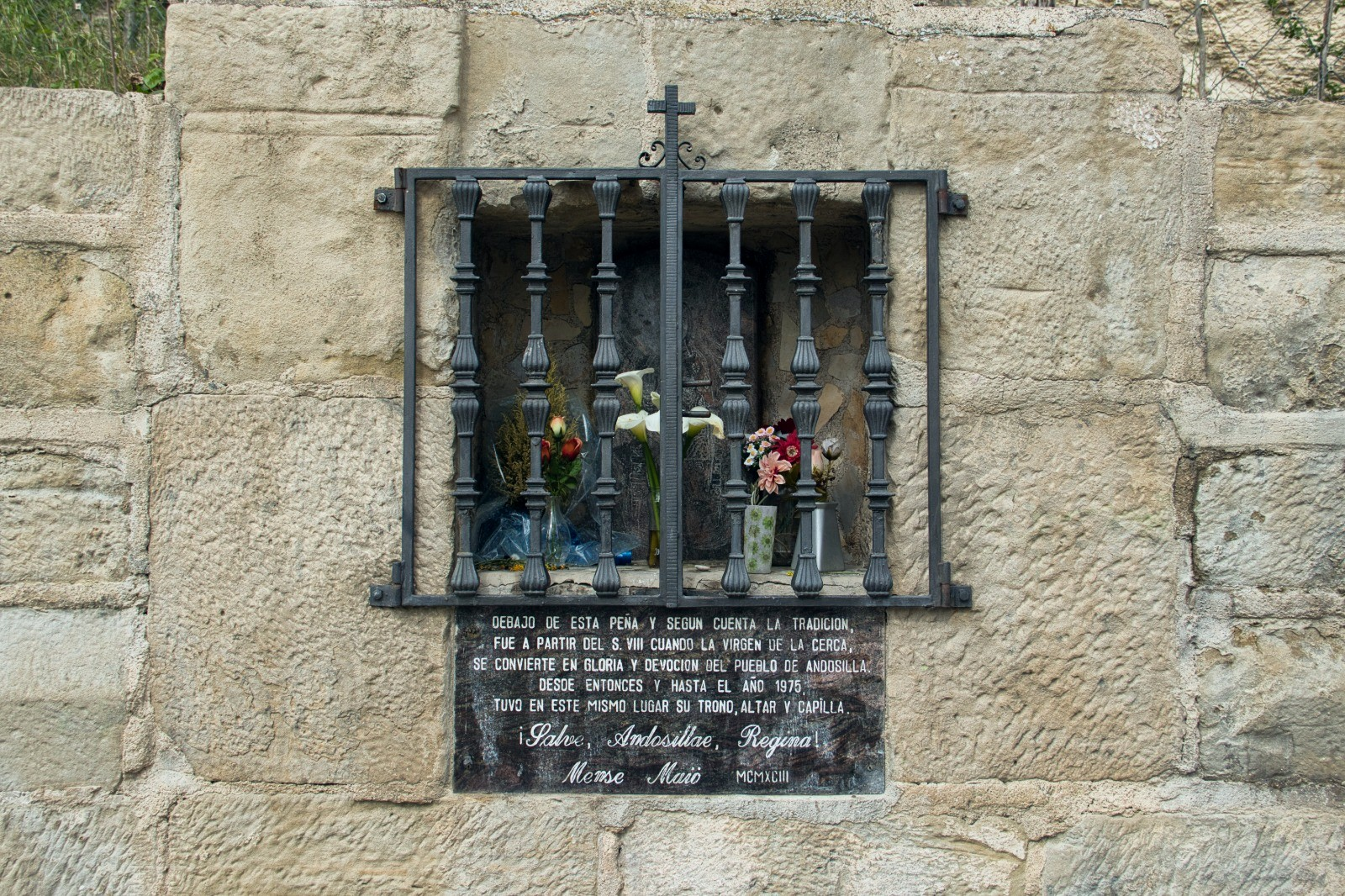
Memorial en la antigua ermita. Dedicatoria
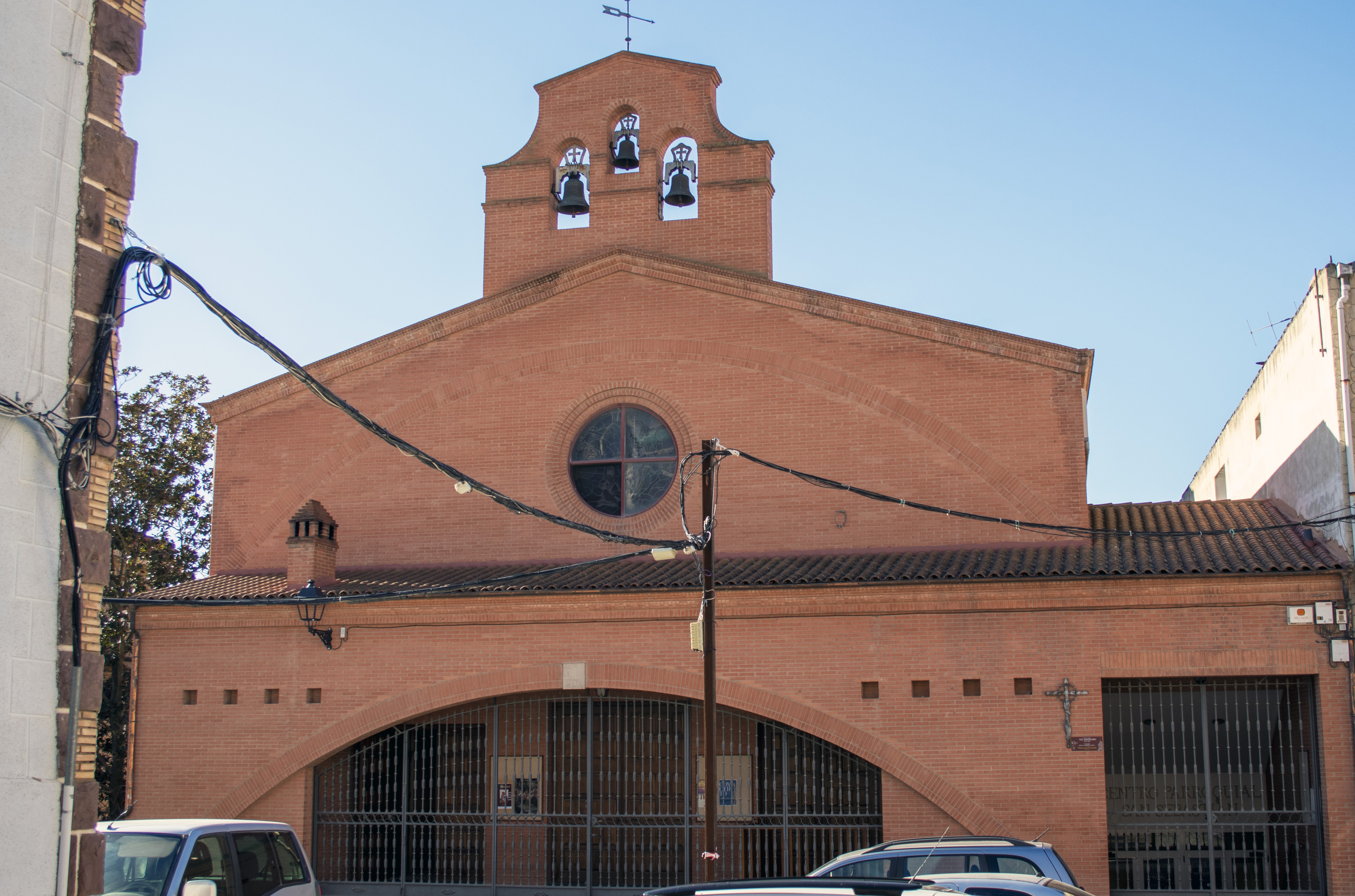
Actual basílica de la Virgen de la Cerca